# 格蘭特鎮區 (阿肯色州約翰遜縣)
格蘭特鎮區（英語：Grant Township）是位於美國阿肯色州約翰遜縣的一個行政鎮區。

## 地方資料
格蘭特鎮區的面積為52.87平方千米，當中陸地面積為49.24平方千米，而水域面積為3.63平方千米。根據2010年美國人口普查的數據，當地共有人口1377人，而人口密度為每平方千米26.05人。